# La República Ibérica
La República Ibérica fue un periódico editado en la ciudad española de Madrid entre 1869 y 1870, de ideología republicana.

## Historia
Editado en Madrid, comenzó a publicarse en diciembre de 1869, durante el llamado Gobierno Provisional, en el Sexenio Democrático. Gregorio de la Fuente Monge le describe como «diario de Miguel Morayta», Isidro Sánchez Sánchez señala que habría sido dirigido por José Roca y Galés, mientras que Manuel Ossorio y Bernard cita a Salvador Sanpere y Miquel como director. Al concluir el año 1870 se seguiría publicando.
De ideología republicana, en él colaboraron autores como Miguel Morayta Sagrario, Nicolás Díaz y Pérez, Juan Manuel Cabello, Francisco María Tubino y Rada, Tomás Avalos, Eduardo Benot y Rodríguez, Ramón de Cala, Luis Calvo y Revilla, Francisco de Paula Canalejas y Casas, Federico Caro, Manuel Carrasco, Francisco Díaz Quintero, Juan Fernández Ferraz, Antonio Ignacio Fornesa, Damián Frau, Celestino de Frías Salazar, Joaquín Gil Berges, Eusebio Gimeno y Martínez, Manuel González Araco, Jacinto Hermúa y Sánchez, Jesús Lozano Pinna-Ossorio, Manuel Matoses, Federico Moja y Bolívar, Pedro J. Moreno Rodríguez, Manuel Moxó y Pérez, José María Orense, Eduardo Palanca, Eusebio Pascual y Casas, Enrique Pérez de Guzmán, Francisco Pi y Margall, José Prefumo y Dodero, Víctor Pruneda, Benigno Rebullida y Micolau, Alberto Regúlez y Sanz del Río, Juan de Revilla y Oyuela, Luis del Río y Ramos, José Narciso Roca y Ferreras, José Roca y Gales, Salvador Sanpere y Miquel, Gonzalo Serraclara, Juan Pablo Soler, Santiago Soler y Pla, José Cristóbal Sorní, Juan Tutau, Agustín Urgellés de Tovar, Antonio Sánchez Pérez o Enrique Romero Jiménez, entre otros.